# Of the Wand and the Moon
Of the Wand and the Moon (stylisé : Of the Wand & the Moon:) est un groupe danois de néofolk. Il est formé en 1999 par Kim Larsen.

## Histoire
Kim Larsen est à l'origine membre du groupe de doom metal et gothique Saturnus, mais l'a quitté en raison de différends personnels. En 1999, il forme le projet néofolk Of the Wand and the Moon, car étant un fan de longue date du genre.
Larsen cite parmi ses influences musicales les artistes néofolk Death in June, Blood Axis, Current 93, Sol Invictus, Fire and Ice, Der Blutharsch, et Nature and Organisation. Il attribue à Thunder Perfect Mind de Current 93 le mérite de lui avoir donné envie de devenir un artiste néofolk, et considère que Rose Clouds of Holocaust de Death in June est l'album qui « signifie le plus » pour lui. Sur le plan thématique, il est influencé par les runes, Aleister Crowley, la mythologie nordique, l'ésotérisme et le paganisme. Il décrit un jour sa musique comme du « folk solitaire ».
En 1999 sort le premier album, Nighttime Nighttrhymes. L'année 2001 voit la sortie d'un deuxième album intitulé :Emptiness:Emptiness:Emptiness:. Après la sortie d'un album split avec Sol Invictus et de quelques singles en vinyle, une collection de faces B, tirées des sessions de :Emptiness:Emptiness:Emptiness:, intitulée Lucifer, sort en 2003. Un troisième album, Sonnenheim, sort en 2005. La musique y ressemble fortement à celle des pionniers du néofolk, Death in June.
Après un silence de 6 ans, un quatrième album, The Lone Descent, sort en 2011. Il présente des influences plus contemporaines et une production plus riche. En 2019, il sort l'album Bridges Burned and Hands of Time, suivi en 2021 par l'album Your Love Can't Hold this Wreath of Sorrow.

## Discographie

### Albums studio
- 1999 : Nighttime Nightrhymes
- 2001 : :Emptiness:Emptiness:Emptiness:
- 2003 : Lucifer
- 2005 : Sonnenheim
- 2011 : The Lone Descent
- 2019 : Bridges Burned and Hands of Time
- 2021 : Your Love Can't Hold this Wreath of Sorrow

### Singles
- 2000 : Sól ek sà
- 2001 : I Crave for You
- 2001 : My Black Faith
- 2005 : Hail Hail Hail
- 2010 : It's Like Dying on Christmas Day
- 2021 : Nothing for Me Here

### Autres
- 2001 : Bringing Light and Darkness (split avec Sol Invictus)
- 2003 : :1998–2003: (coffret deux CD)
- 2005 : Midnight Will Re-issue (EP)